# Societat Cultural i Esportiva Independent (Camp Redó) (femení)
La Societat Cultural i Esportiva Independent (femení) (popularment, Inde femení) és un club de futbol femení de Palma (Mallorca, Illes Balears) fundat el 1999. És la secció femenina del club homònim.
Juga a la Lliga Femenina Autonòmica, primer nivell del futbol territorial balear i quart del futbol femení espanyol.

## Història
L'equip ha estat un dels equips pioners del futbol femení territorial a Mallorca, ja que va sorgir pocs anys després de la recuperació de la competició a l'illa la temporada 1996-97. En concret la secció es va constituir la temporada 1999-2000 i des de llavors ha competit sense interrupció, arribant a ser actualment un dels clubs més veterans de la competició.
La seva llarga trajectòria només és comparable al CE Algaida (1997) i a la UE Collera (1999), nascut el mateix any que la SCE Independent, però amb una singladura molt més destacada i brillant a nivell de resultats esportius.
Des de la seva fundació s'ha caracteritzat per mantenir un potencial esportiu mitjà, sense grans victòries ni títols destacables. Només va ascendir a Lliga autonòmica l'any 2009 (fruit de la creació d'aquesta categoria) i va patir un descens a Regional l'any 2019 que va esmenar la temporada següent. D'altra banda, tampoc no ha tingut possibilitats reals de donar el salt a categories superiors estatals. En tot cas aquesta regularitat, sense alts i baixos, li ha permès mantenir una gran estabilitat mentre altres equips més ambiciosos i amb més mitjans desapareixien.
Des dels inicis l'equip femení de la SCE Independent ha jugat els seus partits al Camp de l'Antoniana, com la resta d'equips del club. El fet que aquest camp fos de terra fins 2017 ha estat un obstacle per aconseguir el creixement assolit per altres clubs de la ciutat.

### Classificacions en lliga
| - 1999-00: Regional (8è) - 2000-01: Regional (8è) - 2001-02: Regional (8è) - 2002-03: Regional (6è) - 2003-04: Regional (4t) - 2004-05: Regional (6è) | - 2005-06: Regional (7è) - 2006-07: Regional (5è) - 2007-08: Regional, Gr. A (6è) - 2008-09: Regional, Gr. A (5è) - 2009-10: Autonòmica (5è) - 2010-11: Autonòmica (11è) | - 2011-12: Autonòmica (11è) - 2012-13: Autonòmica (6è) - 2013-14: Autonòmica (5è) - 2014-15: Autonòmica (6è) - 2015-16: Autonòmica (8è) - 2016-17: Autonòmica (9è) | - 2017-18: Autonòmica (6è) - 2018-19: Autonòmica (8è) - 2019-20: Regional (4t) - 2020-21: Autonòmica, Gr. A (3r) - 2021-22: Autonòmica (7è) - 2022-23: Autonòmica |

## Dades del club
- Temporades a Lliga autonòmica (13): 2009-2010 a 2018-19 i 2020-21 a 2022-23
- Temporades a Lliga regional (11): 1999-2000 a 2008-09 i 2019-20